# آل الشيخ
آل الشَّيخ هي عشيرة عربية من بني تميم نجدية سعودية مسلمة تنحدر من الشيخ محمد بن عبد الوهاب، الفقيه الحنبلي من أهل القرن الثاني عشر الهجري، الثامن عشر الميلادي. وقد صار انتسابهم إلى كلمة الشيخ، وهو لقب جدهم الشيخ محمد بن عبد الوهاب، وهم غير آل الشيخ مبارك الأحسائي. تعود أصولها إلى آل مُشَرَّف أو المِشارِفُةُ من الوهبة، وكلهم إلى بنو تميم. وآل الشيخ هم القائمون في السعودية منذ تأسيس الدولة الأولى سنة 1157هـ/1744م بالوظائف الدينية، عُرفيًا أو رسميًا، من الإفتاء والتدريس والأمر بالمعروف والنهي عن المنكر، ورئاسة المعاهد والكليات الإسلامية. وقد برزت كثير أفرادها من قرابة الأبوية منذ حياة مؤسسها في العلوم والسياسة الإسلامية والقضاء الشرعي والفقه الحنبلي والعمل الخيري والتطوعي، داخل الحكومة السعودية أو خارجها.

## أصولها وتسميتها
آل الشيخ هم أبناء محمد بن عبد الوهاب، عالم مسلم وفقيه حنبلي نجدي (1115 - 1206هـ) (1703 - 1791م). ونسبه هو محمد بن عبد الوهاب بن سليمان بن علي بن محمد بن أحمد بن راشد بن بُرَيد بن محمد بن بُرَيد بن مُشرف بن عمر بن مِعضاد بن ريس بن زاخر بن علوي بن وُهيب بن قاسم بن موسى بن مسعود بن عقبة بن سُنيع بن نهشل بن شداد بن زهير بن شهاب بن ربيعة بن أبي سود بن مالك بن حنظلة بن مالك بن زيد مناة بن تميم بن مر بن أد بن طابخة بن إلياس بن مضر بن نزار بن معد بن عدنان، الوهُيبي التميمي. من آل الشيخ كثير من العلماء المسلمون، من فروع المشارفة، وآل ريس، والوهبة.
وهذا النسب إلى عقبة منقول بالتواتر من خطوط علماء من أمثال سليمان بن علي وأحمد بن محمد بن بسام وأحمد بن محمد البجادي وأحمد بن محمد القصير وعبد المحسن بن شارخ المشرقي ومحمد بن أحمد القاضي، ومن عقبة إلى إلياس منقول عن النسابين والمؤرخين من أمثال ابن الكلبي وياقوت الحموي، فالشيخ محمد بن عبد الوهاب ينسب فيقال المشرفي فنسبته إلى جده مشرف فأسرته آل مشرف، ويقال الوهيبي نسبة إلى جده الأعلى وهو وهيب جد الوهبة الذين هم بطن كبير من حنظلة في بني تميم، وينسب فيقال التميمي نسبة إلى أبي القبيلة الشهيرة عامة وهو تميم. أما والدة محمد بن عبد الوهاب، فهي بنت محمد بن عزاز المشرفي الوهيبي التميمي، فهي من عشيرته.

### المشارفة
المِشارِفُةُ أو آل مُشَرَّف، منهم آل الشيخ والطوال وآل رشيد، وآل مُهنا في الحريق والجُريفة، وآل نشوان، وآل عبد الوهاب بن فيّاض، وآل عبد الوهاب في أشيقر، وآل سعيد في الجهراء ، وآل مغامس في الخطامة، والنغيمشي، والبرادا أهل خَبِّ البُريدي من خبوب بُريدة، وآل خليفة أهل الشّنانة، وآل خليفة بن عُقيل بقرب الرَّس، وآل عيدان في بُريدة وفي الأحساء، والفاخريُّ في التويم، وآل سكران في السِّر، والحراقا في شقراء، وآل شايع الحريقي في شقراء.

ومشرف هو ابن عمر بن مِعضاد بن ريس بن زاخر بن محمد بن علوي بن وُهيب، الذي تنتمي إليه الوهبة، ومن مشاهير آل مشرف: محمد بن عبد الوهاب، وأحمد بن مشرف.

فآل الشيخ هم من آل مشرف أحد أفخاذ الوهبة من قبيلة بني تميم، وهذا الفخذ خرج منه عدد كبير من العلماء، بعضهم قبل دعوة وهابية وبعضهم عاصرها وبعضهم جاء بعدها، وكانت إقامتهم في أشيقر، موطن عشائرهم من الوهبة، وأول من نزح من أشيقر هو سليمان بن علي، واستقرت سكناه في العيينة عاصمة نجد أنذاك، وذلك في زمن عدة أمراء من آل معمر.

## مكانتها ودورها
آل الشيخ هي أسرة بارزة في السعودية وهي أكبر وأشهر أسرة نجدية تأتي بعد الأسرة الحاكمة، ولها تأثير كبير في نشر الدعوة السلفية الوهابية التي نادى بها مؤسسها محمد بن عبد الوهاب، ولها زعامة دينية وعلمية وتدعمها الدولة السعودية. وعندما يُنسب شخصٌ ما من السعوديون إلى «آل الشيخ» فالمقصود آل الشيخ محمد بن عبد الوهاب. استقرت هذه العائلة في الرياض بعد توحيد المملكة، في الجنوب الغربي منها، في الحي الثالث وهو الحي الذي يسكنه معظم أعضاء أسرة آل الشيخ والأسر المحافظة والمتدينة، ويوجد به مساجد كثيرة، وهو حي واسع وكثير السكان ومزدهر.

## المؤسس

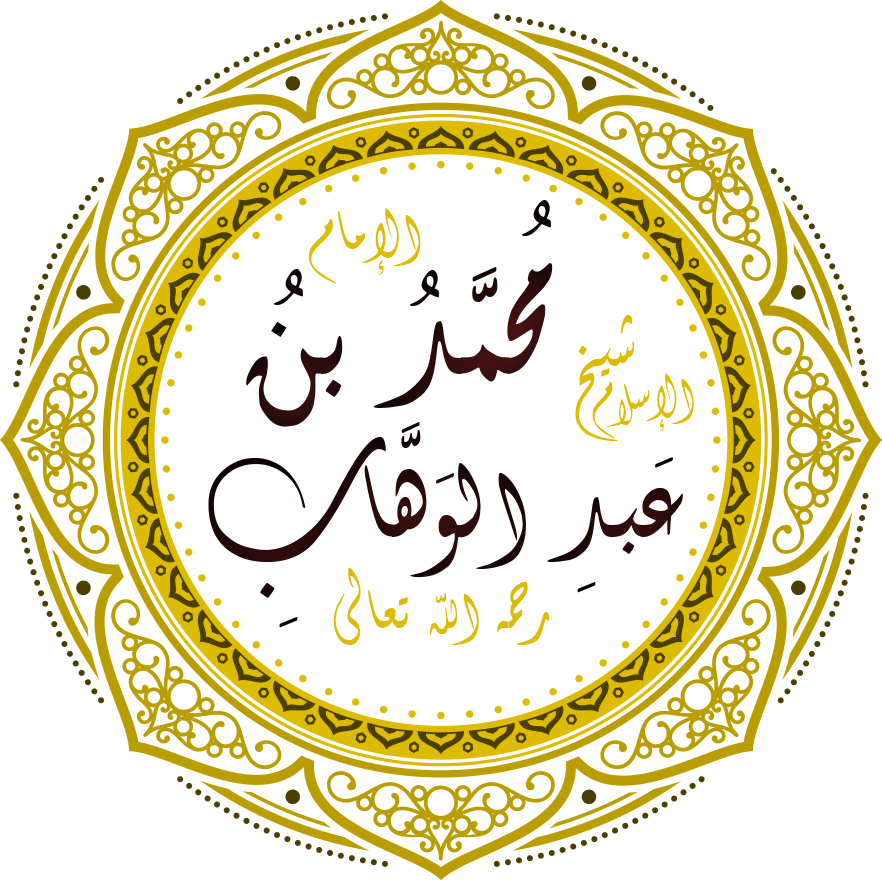
تزوج محمد بن عبد الوهاب بالجوهرة بنت عبد الله بن معمر حوالي 1155 هـ في العيينة وأعقب عشراً، ستة أبناء وأربعة بنات. وذريته الذكور جميعهم من أبناء الأربعة: علي وحسين وعبد الله وحسن، فآل الشيخ منحدرون عنهم.

ولد محمد بن عبد الوهاب في بلد العيينة بنجد سنة 1115 هـ/ 1703 م ونشأ بها. تعود شجرة النسب الثابت له إلى ستة عشر جيلًا خلت أو قرابة الخمسة قرون فهو ينتسب إلى قبيلة تميم النجدية التي كانت قد استوطنت وتركت حياة البدوية واشتغلت بالزراعة والتجارة وقد اشتهرت أسرته من آل مشرّف بالعلم.
أما جده سليمان، ولد في بلدة أشقير ونشأ فيها وقرأ على علمائها وبرز في الفقه والحديث وأصول الدين والفرائض، وكان مرجعًا لعلماء النجد. توفي سنة 1079 هـ. وابنه عبد الوهاب، هو والد الشيخ محمد. ولد في مدينة العيينة، قاعدة نجد حينذاك، ونشأ بها فاشتغل بالعلم من صغره فأخذ عن والده، حتى أصبح فقيهًا ودرّس وأفتى وكتب عن بعض المسائل الفقهية. وعيّن قاضيًا. توفي في بلدة حريملاء وذلك عام 1153 هـ وخلف ابنين هما محمد وسليمان.
أنشأت أمارة الدرعية في سنة 1157هـ/1744م قد تعاهد محمد بن عبد الوهاب مع أمير الدرعية محمد ابن سعود على المعونة لنشر دعوته في نجد وخارجها. في عام 1206 هـ/ 1792 م بعد أن أخضعت الدولة السعودية الأحساء توفي محمد بن عبد الوهاب في الخامسة والتسعين من العمر.
وكان محمد بن عبد الوهاب يشارك محمد بن سعود في تنظيم الجيوش وبعث السرايا كما يشاركه في شؤون الحكم وأحوال الدولة حتى توفي محمد بن سعود عام 1179 هـ وجاءت ولاية عبد العزيز بن محمد فاستمر الشيخ على أعماله. فلما كثرت أعمال الحكم وترامت أطراف الإمارة الدرعية واتسعت دائرة البلاد عقد عبد العزيز والشيخ محمد ولاية عهد الملك للأمير سعود بن عبد العزيز، وصار مع هذا هو قائد الجيوش وأصبح عبد العزيز بن محمود هو الوالي الإداري العام، واعتزل الشيخ محمد شؤون الملك الإدارية والعسكرية واكتفى بالقيام بالأعمال الإدارية والإشراف عليها في جميع المملكة.
توفي محمد بن عبد الوهاب عام 1206 هـ / 1791 م في الدرعية.

## أفرادها البارزين
أنجب محمد بن عبد الوهاب ستة أبناء هم علي، وحسين، وعبد الله، وحسن وإبراهيم وعبد العزيز. وذريته جميعهم من أبناء الأربعة علي وحسين وعبد الله وحسن، وأما إبراهيم وعبد العزيز فليس لهما ذرية ولا عقب، فآل الشيخ منحدرون عن أبنائه الأربعة. وله من بنات أربع أيضًا، منهن فاطمة، وسارة. وكان لكل واحد من أبنائه قرب بيته مدرسة، وعندهم من طلاب العلوم من أهل الدرعية والغرباء العدد الكثير. فشجرة أولاده المعروفين تكون:
- محمد بن عبد الوهاب
  - علي
  - حسين
  - عبد الله
  - حسن
  - إبراهيم: (؟ - عقد 1250 هـ) ولد بمدينة الدرعية ونشأ بها وقرأ على والده. لم يتول القضاء. توفي بعد سنة 1251 هـ في مصر.[15]
  - عبد العزيز
  - فاطمة
  -  سارة

أما ابنه إبراهيم، ولد بمدينة الدرعية ونشأ بها وقرأ على والده كسائر إخوانه. ولم يتول القضاء. وتاريخ وفاته غير دقيق، لكنه كان موجود سنة 1251 هـ في مصر. وليس لإبراهيم بنجد ذرية.

### آل حسين
ابنه حسين، ولد بمدينة الدرعية ونشأ بها. وقرأ على والده. الذي آلت إليه الزعامة الدينية بعد وفاة والده وكان ضريرًا وقد اشتهر بعلمه يقدره آل سعود. كان إمامًا للجمعة في مسجد جامع الدرعية الكبير في محلة الطريف تحت منازل آل سعود في الجهة الغربية، وإمامًا للصلوات الخمس في مسجد البجيري. توفي في شهر ربيع الآخر 1224 هـ في وباء أصاب الدرعية. وخلف خمسة أبناء هم:علي، وعبد الرحمن، وحمد، وعبد الملك، وحسن. وأحفاده يعرفون على إنفرادهم بآل حسين نسبة إلى جدهم. من آل حسين:
- حسين
  - علي: (؟ - 1257 هـ) ولد في الدرعية، فنشأ وترعرع فيها، عينه سعود بن عبد العزيز آل سعود على قضاء الدرعية، واستمر فيها حتى استولى عليها إبراهيم باشا، فهرب إلى رأس الخيمة في ظل القواسم، فلما استطاع تركي بن عبد الله آل سعود تأسيس الدولة السعودية الثانية عاد علي إلى نجد وأقام بمدينة الرياض، فعينه الإمام تركي قاضيا في حوطة بني تميم جنوب منطقة الرياض، ثم نقله إلى قضاء الرياض.
    -  حسين
      -  حسن: (1266- 1341 هـ ): ولد ونشأ في الرياض وقرأ القرآن حتى حفظه. تولى قضاء الأفلاج في أيام محمد العبد الله الرشيد، ثم نقله من الأفلاج إلى المجمعة عاصمة سدير فصار قاضيا لها ولكافة بلدان سدير، ثم ولاه أخيرا القضاء في مدينة الرياض، وتوفي بها وله عدة رسائل في مجموع الرسائل والمسائل النجدية. خلف أربعة أبناء.[17]
        - حسين: توفي في حياة والده ببلدة عمان
        -  عبد الله:(12 محرم 1287 - 7 رجب 1378) ولد في الرياض، ونشأ عند والده الشيخ حسن فقرأ القرآن حتى حفظه وعمره عشر سنوات. عين في أول حياته إماما لمسجد الإمام عبد الرحمن بن فيصل المشهور بمسجد الديوانية سنة 1323هـ واستمر يصلي به إلي سنة 1337 هـ. عينه الملك عبد العزيز قاضيا للجيوش وغزا مع الملك غزوات كثيرة حضر معه فتح مدينة حائل سنة 1340 هـ. توفي بمكة ودفن بها.[18] وقد أنجب خمسة أبناء.[19]
          - محمد
          - عبد العزيز
          - حسن: (1352 - 17 جمادى الأول عام 1407)
          - إبراهيم
          -  أحمد

        - عمر: (1319- 23 رمضان 1395) ولد في الرياض. كان حافظًا للقرآن وبارزًا في تجويده، تقلد وظيفة الأمر بالمعروف والنهي عن المنكر عام 1336 هـ، وعين في 1345 هـ ولاه عبد العزيز بن عبد الرحمن آل سعود رئاسة هيئات الأمر بالمعروف بنجد، وفي 1372 هـ ضمت إليه المنطقة الشرقية. له عدة مؤلفات وقصائد. أنجب ستة أبناء وهم:حسن وحسين وعبد العزيز ومحمد وعبد المجيد، ولكل واحد من حسن وحسين عدة أبناء، وله أربعة من البنات وهن: سارة والجوهرة ولطيفة وشيخة. توفي بمسقط رأسه ودفن بها.
          - حسن
          - حسين
          - عبد العزيز
          - محمد
          - عبد المجيد
          - سارة
          - الجوهرة
          - لطيفة
          -  شيخة

        -  عبد الرحمن

  - عبد الرحمن
    - عبد العزيز
      - صالح: (1287 - 1372 هـ) ولد ببلدة السلمية من بلدان الخرج بنجد. توفي والده وهو في السابعة من عمره، فانتقل مع والدته إلي الرياض فنشأ في كفالة ابن عمه حسن. وفي سنة 1337 هـ ولاه الملك عبد العزيز آل سعود قضاء مدينة الرياض وقراها. توفي آخر شهر شعبان بمدينة الرياض. وخلف ستة أبناء.[20]
        - عبد الله
        - محمد
        - حسين
        - إبراهيم
        - عبد المحسن
        -  أحمد

  - حمد
  - عبد الملك
  -  حسن

### آل عبد الله
ثم عبد الله ولد في الدرعية سنة 1165 هـ واضطلع بالدعوة واشتغل بالقضاء والافتاء والمشورة للأمير عبد العزيز بن محمد بن سعود وأبنائه، وله مؤلفات كثيرة وقد نقل إلى مصر بعد أن سقطت الدرعية في يد المصريين وبقي بها حتى توفي سنة 1242 هـ. وقد أنجب ثلاثة أبناء علماء، هم: سليمان، وعلي، وعبد الرحمن.
- عبد الله: (1165 - 1242) ولد في الدرعية، ونشأ بها في كنف والده. قرأ القرآن حتى حفظه، تفقه في المذاهب الإسلامية ومهر في علمي الفروع والأصول، وكان بارزًا في علم التفسير والعقائد وأصول الدين، عارفًا بالحديث والفقه والنحو واللغة. وكانت له دروس خاصة يحضرها سعود بن عبد العزيز وابنه عبد الله في الدرعية. شارك في معارك أثناء السيطرة العثمانية على نجد في آخر حرب الباشا للدرعية، وقد سلم ونقله الباشا إلى مصر بعدما استولى عليها، ونقل معه ابنه عبد الرحمن وبقي بمصر محدود الإقامة حتى توفي فيها. وقد أنجب ثلاثة أبناء علماء، هم سليمان، وعلي، وعبدا الرحمن.[22]
  - سليمان: (1200 - 1233 هـ) ولد في بلدة الدرعية. حفظ القرآن وقرأ على الكثير. كان عالمًا بالتفسير والفقه والأصول والحديث والنحو، وكان خطاطًا أيضًا. وله مؤلفات عدة وشروح ورسائل كثيرة وأشعار. قتل أثناء السيطرة العثمانية على نجد 1818، «فاحضره إبراهيم باشا، وتكلم عليه وأنبه تأنيبًا شديدًا وأحضر آلات اللهو والمنكر بين يدية إغاظة له، ثم أخرجه إلى المقبرة وأمر الجند أن يلطقوا عليه رصاص بنادقهم دفعه واحدة، فأطلقوه عليه فمزق جسمه وفاضت روحه إلى ربه.» [23]
  - علي: قتل بعد السيطرة العثمانية على نجد 1818 على يد بعض عساكر العثمانيين بنجد.[21]
  -  عبد الرحمن: (1219 - 1274) نقل إلى مصر مع والده صغيرًا ونشأ بها. خلف بها ثلاثة أبناء وهم يشكلون فرع آل عبد الرحمن من آل الشيخ.[21]

#### آل عبد الرحمن
ولد عبد الرحمن بن عبد الله آل الشيخ بمدينة الدرعية سنة 1219 هـ وقرأ القرآن ومبادئ العلوم بها، ثم نقل مع والده إلى مصر بعد سقوط الدرعية آخر سنة 1233 هـ ودرس بالجامع الأزهر ولما تخرج تولى مشيخة رواق الحنابلة في الأزهر ودرس عليه طلبة كثيرون. توفي في القاهرة سنة 1274. خلف من أبناء ثلاثة هم أحمد وعبد الله ومحمد، أما أحمد الأجزجي أو الصيدلي، فأنجب ابنه اسمه عبد الرحمن حقي، وابنه اسمها لطيفة. وعبد الرحمن حقي أنجب ابنًا اسمه محمد، الذي كان رئيس أسعاف العياط وتوفي بمصر 22 محرم 1378 وله ابن اسمه أحمد مهندس.
أما عبد الله بن عبد الرحمن، أخو أحمد الأجزجي، فله أبناء وذرية ضاعوا بمصر حيث مصيرهم غير معروف. وأما محمد أخو أحمد الأجزجي، فخرج من مصر عام 1288 هـ إلى نجد واستقر بمدينة الرياض وتزوج بها وأنجب ابنين هما عبد الحميد (ت 1337 هـ) وعبد اللطيف. وعبد اللطيف كان إمامًا في مسجد الرياض الكبير.
- عبد الرحمن: (1219 - 1274)
  - أحمد الأجزجي
    - عبد الرحمن حقي
      -  محمد (؟ - 1378 هـ)
        -  أحمد
          -  آدم حقي

    - لطيفة

  - عبد الله
  -  محمد
    - عبد الحميد (؟ - 1337 هـ)
    -  عبد اللطيف

### آل علي
ثم ابنه علي، ولد بمدينة الدرعية ونشأ بها. أخذ العلم عن والده ولم يتول القضاء. توفوا أبناؤه صغار قبل التحصيل إلا محمد. ولما استولى إبراهيم بن محمد علي باشا إلى مصر مع من نقل من آل الشيخ وبقي بمصر إلى أنه توفي بها حوالي 1245 هـ. أما ابنه محمد فلم ينقل مع والده بل عاش في نجد واستوطن مدينة الرياض في زمن تركي بن عبد الله. وأنجب ابنين هما عبد العزيز وعبد الرحمن، وكل من الأخوين لهم ذرية يعرفون على إنفرادهم بآل محمد نسبة إلى جدهم.
- علي (؟ - ق. 1245 هـ)
  -  محمد

#### آل محمد
ومن آل محمد:
- محمد
  - عبد العزيز (؟ - 1321 هـ): ولد بمدينة الرياض ونشأ بها وقرأ القرآن. تولى قضاء في إقليم سدير بنجد. وتولى قضاء الرياض أول عهد عبد العزيز آل سعود. وقد أنجب ستة أبناء. وله أحفاد يعرفون مع أحفاد أخية عبد الرحمن بآل محمد نسبة إلى والدهم.[27]
    - عبد الله
    - علي
    - إبراهيم
    - محمد
    - عبد الرحمن
    - عبد العزيز
    -  صالح: (؟ - 1362 هـ) ليس له عقب.

  -  عبد الرحمن

### آل حسن
ثم أبناء حسن بن محمد بن عبد الوهاب:
- حسن
  -  عبد الرحمن: (1193 - 11 ذي القعدة 1285) ولد في بلدة الدرعية ونشأ بها وقرأ القرآن حتى حفظه.[28] ولي قضاء الدرعية زمن سعود بن عبد العزيز آل سعود وابنه عبد الله، واستمر في وظيفتي القضاء والتدريس حتى خرج طوسون بن محمد علي باشا إلى نجد. فعند ذلك جند الشيخ نفسه للدفاع، فصحب الإمام عبد الله بن سعود في ميسره لقتال طوسون فحضر معه وقعة وادي الصفراء المشهورة بالقرب من المدينة، وهزم فيها طوسون.[29] وبعدها استمر الشيخ عبد الرحمن في الدفاع وحصلت بين أل الدعوة السلفلية والدولة العثمانية حروب، حتى استولى إبراهيم بن محمد علي باشا على الدرعية، فنقله إلى مصر، وبقي ثمان سنوات بمصر، واستمر مهنته الدينية فيها. وبعد استعادة نجد على يد الإمام تركي بن عبد الله، رجع إليها مرة ثانية في سنة 1240 هـ.[28] فواصل تدريسه وقد خرج عليه العديد. توفي في الرياض ودفن بها. وقد أنجب خمسة أبناء.[30]
    - محمد: قتل في حياة والده في حرب الدرعية سنة 1233 هـ وليس له ذرية.
    - عبد اللطيف (1225 - 14 ذي القعدة 1293): ولد في الدرعية وقرأ القرآن في صغره وبعد حصار الدرعية 1818 م نقل إلى مصره وعمره ثمان سنوات في معية والده، فنشأ بها وتزوج فيها وأقام بها إحدى وثلاثين سنة. قام بالتدريس نجديين ومصريين. رجع إلى نجد سنة 1241 هـ واستقر في مدينة الرياض مدة ثم ذهب إلى الأحساء وأقام بها سنتين. له مؤلفات عديدة ورسائل كثيرة وأشعار. توفي في الرياض. وخلف ثمانية أبناء.
      -  آل عبد اللطيف

    - إسحاق: (1276 - 29 رجب 1319) ولد بمدينة الرياض ونشأ ودرس بها. رحل إلى الهند سنة 1309 هـ وأخذ عن علمائها. توفي في مسقط رأسه وخلف ابنين.[31]
      - عبد الرحمن
      -  محمد: توفي بعدة سنوات بعد ولادته.

    - عبد الله
    -  إسماعيل: توفي في حياة والده وليس له ذرية.

#### آل عبد اللطيف
خلف عبد اللطيف ثمانية أبناء وقد خلف كل واحد من هولاء الأبناء ذرية كثيرة بالرياض عدا أحمد الذي بقي بمصر وتوفي بها، ويعرفون عند انفرادهم بآل عبد اللطيف نسبة إلى جدهم.
- عبد اللطيف
  - أحمد: ولد في مصر ولما أراد والده الخروج من مصر إلى نجد سنة 1264 هـ، أبى أحمد الخروج معه وبقي فيها إلى أن توفي فيها. ولا يعرف له ذرية بها.
  - عبد الله: (1265 - 20 ربيع الأول 1339) ولد بمدينة الهفوف بالأحساء. سافر إلى الأفلاج بعد وفاة والده وأقام بها ثلاث سنوات وتعلم بها. ثم تصدر للتدريس. أنجب أربعة أبناء.
    - عبد الملك: قتل في وقعة البكيرية عام 1322 هـ
    - عبد اللطيف: (؟ - 1374)
    - محمد: (- 1386 هـ)
      - عبد العزيز : (؟ - 1392 هـ)
      - عبد الله
      -  عبد الرحمن

    -  صالح: توفي شابًا قبل وفاة والده.

  - عبد العزيز
  - إبراهيم: (1280 - 6 ذو الحجة 1329) ولد بمدينة الرياض ونشأ بها. ولي قضائها في أول عهد عبد العزيز بن عبد الرحمن آل سعود سنة 1321 هـ واستمر فيه طيلة حياته. له رسائل وفتاوى وأجوبة. خلف أربعة أبناء ويعرفون على انفرادهم بآل إبراهيم نسبة إليه.[33]
  - محمد: (1273 - 2 جمادى الآخرة 1367): ولد بمدينة الرياض ونشأ بها وقرأ القرآن في حياة والده، ثم اشتغل بالقراءة في العلم على أخيه عبد الله. تقلب في عدة وظائف دينية منها قضاء مدينة شقراء. كان أولَ خطيب من خطباء عرفة في العهد السعودي، في موسم الحجِّ عام 1343هـ. تولى القضاء في الرياض وتوفي بها. خلف ثلاثة أبناء، هم: عبد الرحمن وعبد الله وإبراهيم [34]
    - عبد الرحمن: توفي في مصر، في رجب عام 1393هـ، ونُقل جثمانه إلى الرياض ودُفن بمقبرة العَود.
    - عبد الله:  توفي عام 1372هـ، وهو والد المفتي الحالي عبد العزيز بن عبد الله آل الشيخ.
    -  إبراهيم

  - عمر (1284 - 1362 هـ): ولد بمدينة الرياض ونشأ بها وحفظ القرآن. شارك مع عبد العزيز آل سعود في معركة الرياض (1902)وغزا معه عدة غزوات. ولما توفي أخوه عبد الله سنة 1339هـ ولاه الملك عبد العزيز خطابة جامع الرياض الكبير وصلاة العيدين خلفا له واستمر حتى تقاعد. توفي بمسقط رأسه وخلف أربعة أبناء.[35]
    - عبد الرحمن
    - عبد الله
    - عبد اللطيف
    -  عبد الملك: (1345 - 1414 هـ)

  - صالح
  -  عبد الرحمن (1288 - 1366 هـ) ولد بمدينة الرياض. توفي والده سنة 1293هـ فكفله أخوه عبد العزيز. عين قاضيًا في ساجر ثم في عروى سنة 1342 هـ، ثم قاضيا للخرج في سنة 1350 هـ إلي سنة 1357 هـ حيث استعفى من القضاء وأقام بمدينة الرياض وخطب بالمسجد الجامع الكبير نحو سنة وتوفي بها. وخلف أربعة أبناء هم: عبد الله وعبد العزيز ومحمد وحسن.[36]
    - عبد الله
    - عبد العزيز
    - محمد
    -  حسن

##### آل إبراهيم
ومن آل إبراهيم بن عبد اللطيف بن عبد الرحمن (1280 - 6 ذو الحجة 1329):
- إبراهيم
  - عبد الله
  - عبد اللطيف:(1315 - 3 شوال 1386) ولد بمدينة الرياض ونشأ بها وقرأ القرآن. تولى إدارة المعهد العلمي عند افتتاحه سنة 1370 هـ ثم صار مديرا عاما للمعاهد والكليات ثم نائبا لأخيه. كان له معرفة بالعروض وقرض الشعر. توفي في مسقط رأسه ودفن بها، خلف ابنين.[37]
    - عبد الله
    -  محمد

  - عبد الملك
  -  محمد: (17 محرم 1311 - 24 رمضان 1389) ولد في مدينة الرياض ونشأ بها وحفظ القرآن. توفي عمه عبد الله ابن عبد اللطيف سنة 1339 هـ فعينه الملك عبد العزيز بن عبد الرحمن آل سعود خلفا لعمه في الفتيا وإمامة المسجد والتدريس. في سنة 1345هـ أرسله إلى الغطغط للدعوة ثم رجع إلي الرياض واستمر في التعليم. ألف مؤلفات وكتب رسائل كثيرة وله فتاوى تبلغ مجلدات. توفي في الرياض. وله من الأبناء خمسة.[38]
    - عبد العزيز : (ق. 1336 - 1 صفر 1426 هـ)
    - إبراهيم: (1344 - 1427 هـ)
    - أحمد
    - عبد الله : (1367 هـ)
    -  الجوهرة

### فهرس المراجع
1. ↑  أحمد بن حجز آل بن علي (1973). الشيخ محمد بن عبد الوهاب، عقيدته السلفية ودعوته الإصلاحية وثناء العلماء فيه (ط. الثانية). المدينة، السعودية: الجامعة الإسلامية بالمدينة المنورة. ص. 30.
2. ↑  حمد الجاسر (2001)، ص.427
3. ↑  عبد الله بن عبد الرحمن البسام (1998). علماء نجد خلال ثمانية قرون (ط. الثانية). الرياض، السعودية: دار العاصمة. ج. الجزء الأول. ص. 126.
4. ↑  "السعيد... من أوشيقر إلى الجهراء وصناعة للتاريخ والعطاء". مؤرشف من الأصل في 2021-12-29. اطلع عليه بتاريخ 2014-01-21.
5. ↑  حمد الجاسر (2001)، ص.762
6. ↑  حمد الجاسر (2001)، ص.763
7. ↑  عبد الله بن عبد الرحمن البسام (1998). علماء نجد خلال ثمانية قرون (ط. الثانية). الرياض، السعودية: دار العاصمة. ج. الجزء الأول. ص. 156.
8. ↑  عبد الله بن عبد الرحمن البسام (1998). علماء نجد خلال ثمانية قرون (ط. الثانية). الرياض، السعودية: دار العاصمة. ج. الجزء الأول. ص. 158.
9. ↑  "الرياض كما يصفها رحالة انجليزي قبل 127عاماً". مؤرشف من الأصل في 2021-02-21. اطلع عليه بتاريخ 2021-02-21.
10. 1 2  مرفت بنت كامل (1998)، ص.82
11. ↑  مرفت بنت كامل (1998)، ص.86
12. ↑  أحمد القطان (2001). إمام التوحيد الشيخ محمد بن الوهاب (ط. الأولى). إسكندرية، مصر: دار الإيمان. ص. 60.
13. ↑  عبد الله بن عبد الرحمن البسام (1998). علماء نجد خلال ثمانية قرون (ط. الثانية). الرياض، السعودية: دار العاصمة. ج. الجزء الأول. ص. 148.
14. ↑  مشاهير علماء نجد (1974)، ص.33
15. 1 2  مشاهير علماء نجد (1974)، ص.72
16. ↑  مشاهير علماء نجد (1974)، ص.43
17. ↑  مشاهير علماء نجد (1974)، ص.142
18. ↑  مشاهير علماء نجد (1974)، ص.156
19. ↑  مشاهير علماء نجد (1974)، ص.163
20. ↑  مشاهير علماء نجد (1974)، ص.151
21. 1 2 3  مشاهير علماء نجد (1974)، ص.68
22. ↑  مشاهير علماء نجد (1974)، ص.67
23. ↑  مشاهير علماء نجد (1974)، ص.46
24. ↑  مشاهير علماء نجد (1974)، ص.75
25. 1 2  مشاهير علماء نجد (1974)، ص.77
26. ↑  مشاهير علماء نجد (1974)، ص.71
27. ↑  مشاهير علماء نجد (1974)، ص.123
28. 1 2  مشاهير علماء نجد (1974)، ص.78
29. ↑  مشاهير علماء نجد (1974)، ص.79
30. ↑  مشاهير علماء نجد (1974)، ص.86
31. ↑  مشاهير علماء نجد (1974)، ص.122
32. ↑  مشاهير علماء نجد (1974)، ص.120
33. ↑  مشاهير علماء نجد (1974)، ص.126
34. ↑  مشاهير علماء نجد (1974)، ص.146
35. ↑  مشاهير علماء نجد (1974)، ص.144
36. ↑  مشاهير علماء نجد (1974)، ص.145
37. ↑  مشاهير علماء نجد (1974)، ص.164
38. ↑  مشاهير علماء نجد (1974)، ص.169

### معلومات المراجع
- عبد الرحمن بن عبد اللطيف بن عبد الله آل الشيخ (1974). مشاهير علماء نجد وغيرهم (ط. الثانية). الرياض، السعودية: دار اليمامة.
- مرفت بنت كامل بن عبد الله أسرة (1998). احتساب الشيخ محمد بن عبد الوهاب رحمه الله (ط. الأولى). الرياض، السعودية: دار الوطن للنشر.
- حمد الجاسر (2001). جمهرة أنساب الأسر المتحضرة في نجد (ط. الثالثة). الرياض، السعودية: دار اليمامة.

## وصلات خارجية
- شجرة آل الشيخ - العبيكان